# Conferenza delle Nazioni Unite sullo sviluppo sostenibile
La Conferenza delle Nazioni Unite sullo Sviluppo Sostenibile, nota anche come Rio 2012 o Rio+20, è la conferenza organizzata dal dipartimento per gli Affari Economici e Sociali dell'Organizzazione delle Nazioni Unite tenutasi a Rio de Janeiro dal 20 al 22 giugno 2012, a 20 anni dal Summit della Terra tenutosi anch'esso a Rio de Janeiro. La decisione di tenerla nel 2012 a Rio de Janeiro è stata presa il 24 dicembre 2009 dell'Assemblea Generale delle Nazioni Unite con la risoluzione A/RES/64/236.
La conferenza ha trattato dell'economia verde all'interno dello sviluppo sostenibile e del quadro istituzionale per lo stesso. I suoi obiettivi sono stati il rinnovo dell'impegno verso lo sviluppo sostenibile, la valutazione del livello di soddisfacimento degli obiettivi posti nei passati vent'anni e il riconoscimento delle nuove sfide.
Il prodotto finale è stato il documento programmatico The Future We Want, che ha avviato la definizione degli Obiettivi di sviluppo sostenibile nonché l'istituzione del Forum Politico di Alto Livello per lo Sviluppo Sostenibile.

## Contesto
Rio+20 rappresenta il completamento di una serie di conferenze tenute delle Nazioni Unite delle quali il Summit della Terra del 1992 è stato il perno centrale, ponendo lo sviluppo sostenibile come priorità dell'agenda delle Nazioni Unite e della Comunità Internazionale.
Ecco le principali conferenze sul tema tenutesi sino all'appuntamento di Rio+20:
- Conferenza ONU di Stoccolma del 5-16 giugno 1972 sull'Ambiente[3]
- Conferenza ONU sull'Ambiente e lo Sviluppo di Rio de Janeiro (Summit della Terra), giugno 1992[4]
- Conferenza Globale sulla Sostenibilità Ambientale delle Piccole Isole e degli Stati in via di Sviluppo, Bridgetown, Barbados, aprile/maggio 1994.[5]
- Convenzione ONU per combattere la desertificazione, Parigi, Francia, giugno 1994[6][7]
- Summit Mondiale sullo Sviluppo Sociale, Copenaghen, marzo 1995[8]
- Quarta Conferenza Mondiale sulle Donne, Pechino, Cina, settembre 1995.[9]
- Habitat II / Conferenza ONU sugli Insediamenti Umani, Istanbul, giugno 1996[10]
- Summit Mondiale sulla Sostenibilità Ambientale, Johannesburg, Sud Africa, agosto-settembre 2002[11]

## Controversie
Numerose polemiche sono sorte intorno alla Conferenza Rio+20, soprattutto in merito alla delegazione iraniana. La delegazione, infatti, dovrebbe includere anche il presidente iraniano Mahmoud Ahmadinejad, che ha annunciato l'intenzione di recarsi a Rio per la Conferenza
La controversia attiene a diverse problematiche quali:
1. Le accuse di abusi contro i diritti umani rivolte al presidente Iraniano Ahmadinejad, soprattutto dopo la repressione delle proteste del 2009 in Iran.
2. La situazione ambientale dell'Iran: la Repubblica Islamica, infatti, ha subito un processo di rapida industrializzazione a un costo ambientale altissimo. L'Economist ha "eletto" Teheran come capitale più inquinata del mondo.[14] La situazione è così drammatica che lo stesso Ministero della Salute iraniano ha rilevato un aumento del 19% delle ospedalizzazioni per problemi respiratori.[15]

Il ministro della salute iraniano Marzieh Vahidi Dastjerdi ha ammesso che in materia di inquinamento, l'Iran non ha altri mezzi che quelli di chiudere le scuole e diverse organizzazioni per alcuni giorni. Secondo le statistiche, quindi, circa 3600 persone sono morte in Iran per gli effetti dell'inquinamento solo nei primi nove mesi del 2010.
Altro fenomeno di preoccupazione è il programma nucleare iraniano che, oltre alla preoccupazione per la sicurezza internazionale, causa anche diverse problematiche a livello ambientale. In particolare, sotto accusa è la localizzazione della centrale di Bushehr che, secondo il geologo kuwaitiano Jasem al-Awadi, sarebbe costruita sull'intersezione di tre placche (quella araba, quella africana e quella euroasiatica) e quindi ad alto rischio di determinare effetti ambientali drammatici a livello ambientale in caso di terremoto.

### La crisi diplomatica tra Brasile e Iran
Nel periodo in cui era in preparazione la Conferenza di Rio+20 è scoppiata una crisi diplomatica tra Brasile e Iran derivata dal comportamento di un diplomatico iraniano. Nell'aprile del 2012, infatti, il diplomatico Hekmatollah Ghorbani è stato colto sul fatto mentre in una piscina molestava sessualmente alcune bambine. Il diplomatico è stato salvato dal linciaggio dal personale di sicurezza del posto, ma il suo comportamento ha determinato una crisi tra Teheran e Brasilia. Duri attacchi verbali verso l'Iran sono venuti dal ministro degli Esteri brasiliano Antoni Patriota. Dopo alcune settimane di crisi, anche in vista della visita di Ahmadinejad in Brasile, la Repubblica Islamica ha deciso di richiamare il suo diplomatico profittando della sua immunità diplomatica.